# Khanewal
Khanewal é uma cidade do Paquistão localizada na província de Punjab.